# Ghotuo
Het Ghotuo is een Volta-Congotaal die voornamelijk wordt gesproken in Edo, Nigeria. Anno 1994 kende de taal ongeveer 9.000 sprekers.